# Lasioglossum stuchilum
Lasioglossum stuchilum är en biart som först beskrevs av Smith 1853.  Lasioglossum stuchilum ingår i släktet smalbin, och familjen vägbin. Inga underarter finns listade i Catalogue of Life.